# Вертолётная площадка Московского Кремля

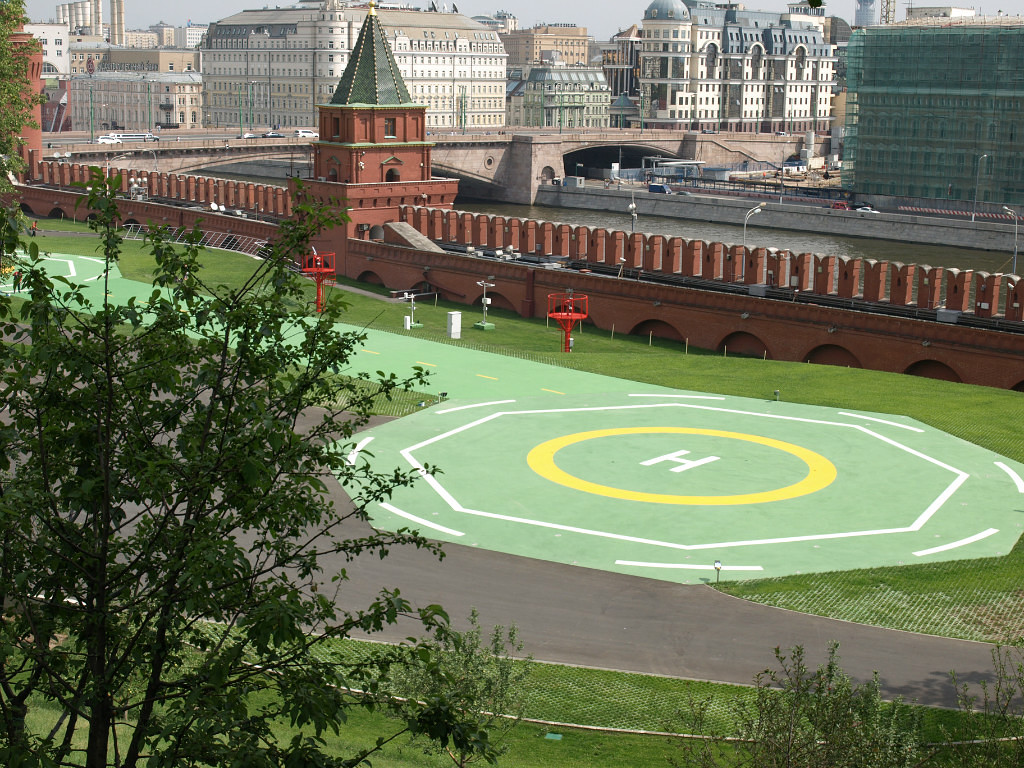
Вертолётная площадка Московского Кремля. Вид со стороны Тайницкого сада.

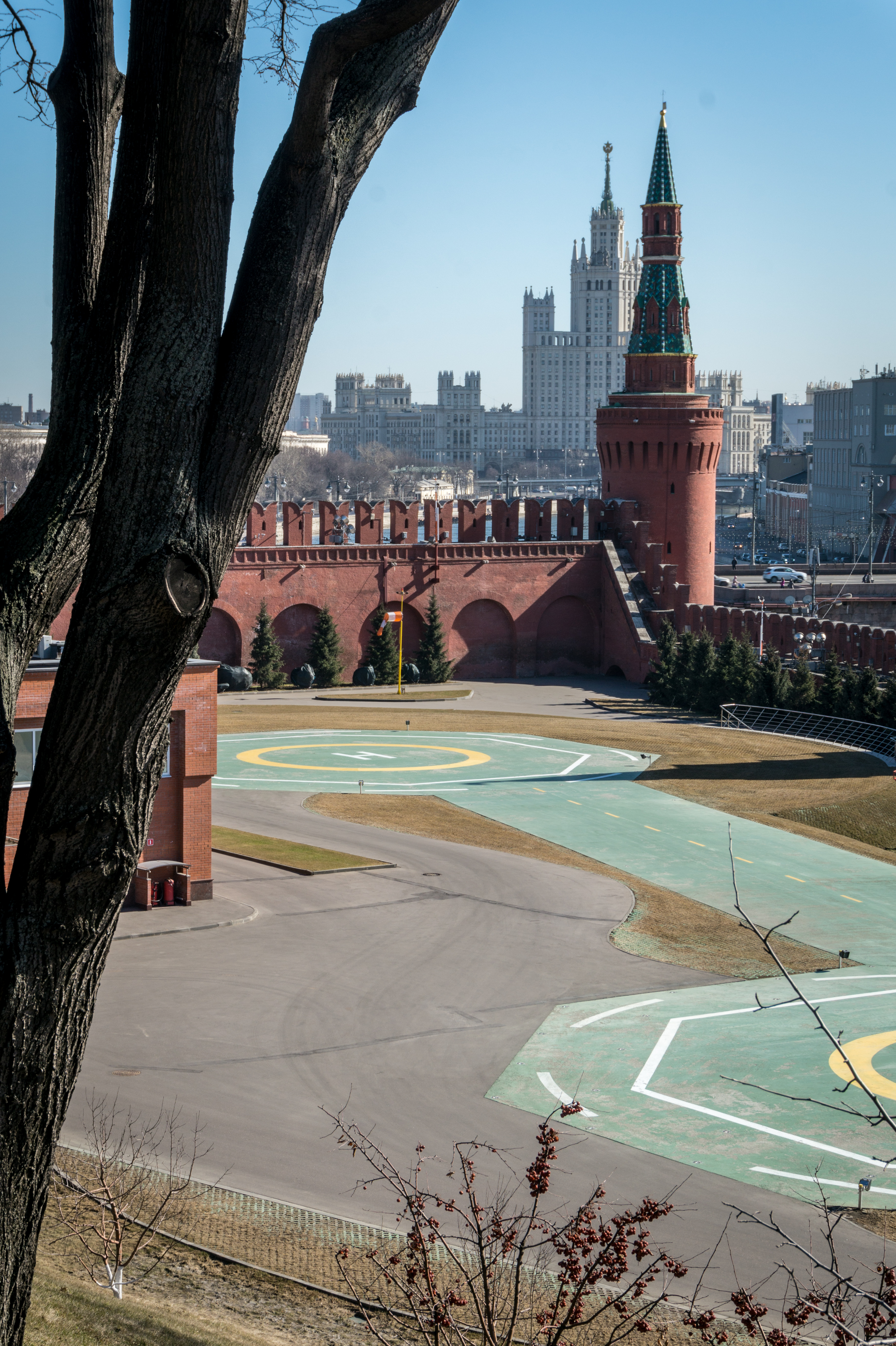
Площадка на фоне Беклемишевской башни и жилого дома на Котельнической набережной.

Вертолётная площадка Московского Кремля расположена в его юго-восточном углу, между Петровской башней и Тайницким садом, в 50 метрах к северу от Кремлёвской набережной.
Вертодром включает 2 посадочных места, комплекс современного метеорологического и навигационного оборудования. 
Использование вертолётов высшими чиновниками страны и иностранными гостями Кремля способствует разгрузке напряжённого траффика центра Москвы, позволяя не останавливать дорожное движение при проезде государственных кортежей.
До строительства площадки вертолёты президентов России сажались прямо на Ивановской площади Кремля.

## Строительство
Построена в 2013 году на территории юго-восточного угла Тайницкого сада, растения которого при постройке были перенесены в другие части сада. Строительство обошлось в 200 миллионов рублей, и включало выемку около 12 тысяч м³ обнаруженного при строительстве подземного болота, посадку 54 новых елей и туй.
Перед строительством на месте площадки располагались деревянные строения. В советское время в этой, низинной, части Кремля устраивали новогодние праздники.